# Pomarance
Pomarance ist eine italienische Gemeinde mit 5280 Einwohnern (Stand 31. Dezember 2023) und liegt mitten in der Region Toskana im südlichsten Zipfel der Provinz Pisa. Haupteinnahmequelle sind das geothermische Kraftwerk in Larderello, die Land- und Forstwirtschaft, sowie der Tourismus.

## Geografie

Lage von Pomarance in der Provinz Pisa

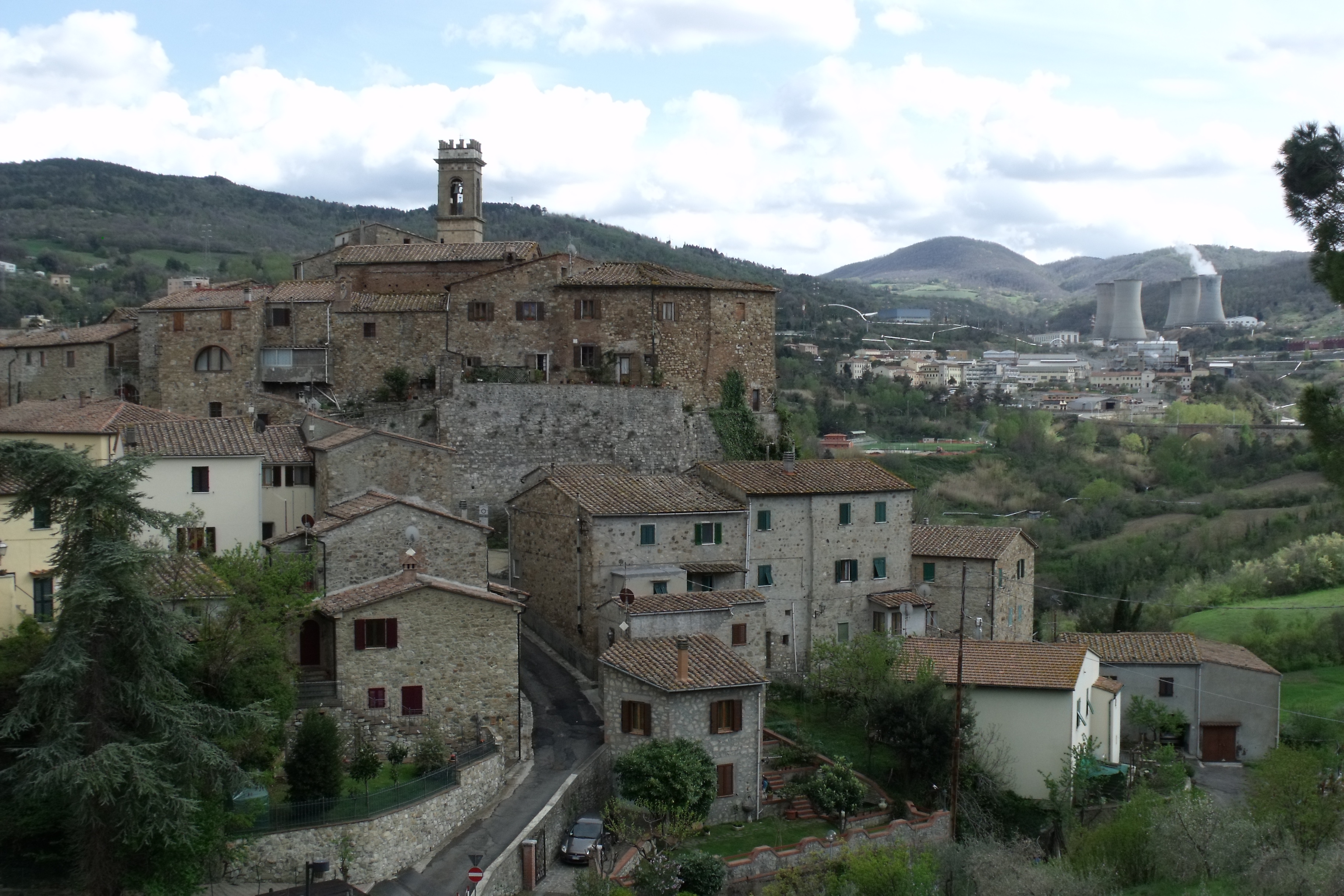
Die Ortsteile Montecerboli (links) und Larderello (rechts)

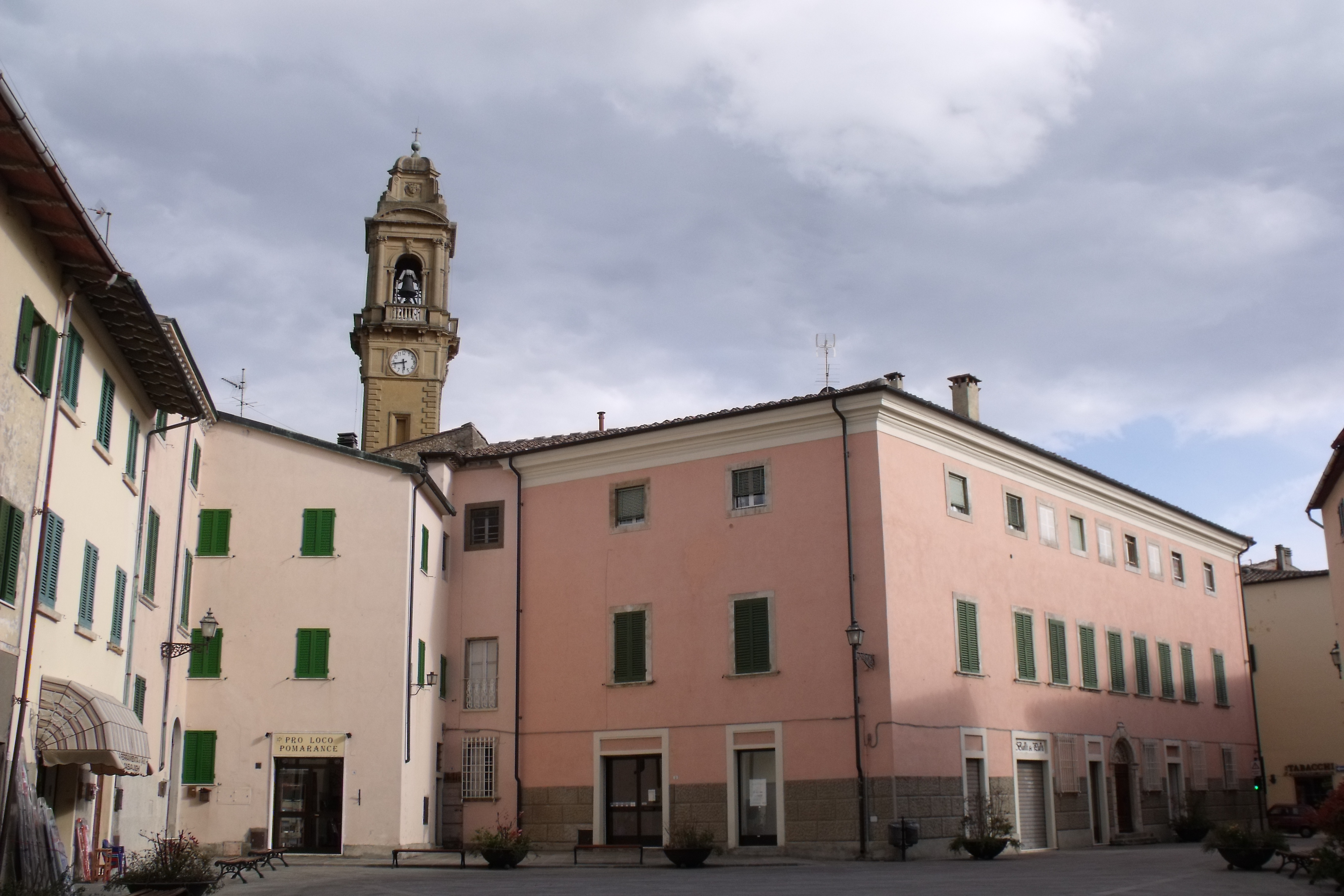
Hauptplatz Piazza de Larderel in Pomarance mit dem Campanile der Kirche San Giovanni Battista

Pomarance liegt an den nördlichen Ausläufern der Colline Metallifere im Süden der Provinz Pisa. Im südlichen Gemeindegebiet liegt das Tal des Teufels. Die Regionalhauptstadt Florenz liegt 60 km nordöstlich, die Provinzhauptstadt Pisa 60 km nordwestlich. Sie ist Teil der Comunità montana Alta Val di Cecina, deren Verwaltungssitz sie beherbergt, und liegt in der klimatischen Einordnung italienischer Gemeinden in der Zone D, 1 874 GR/G. Der Ort ist Teil des Bistums Volterra und gehört somit dem Erzbistum Pisa als Suffragandiözese an.
Im Tal fließt der Fluss Cecina, der sich insgesamt 10 km im Gemeindegebiet aufhält. Der Cecina ist bis Saline di Volterra einer der saubersten Flüsse in ganz Italien. Danach ist er allerdings durch die Salinen einer der verschmutztesten. Weitere Flüsse im Gemeindegebiet sind der Cornia (2 km von 49 km) sowie die Torrenti Pavone (7 km von 32 km), Possera (14 km von 18 km) und Trossa (20 km von 22 km).
Die Gemeinde Pomarance besteht aus den Ortsteilen (Frazioni) Larderello, Libbiano (479 m, ca. 300 Einwohner), Lustignano (410 m, ca. 150 Einwohner), Micciano (473 m, ca. 60 Einwohner), Montecerboli (386 m, ca. 880 Einwohner), Montegemoli (212 m, ca. 40 Einwohner), San Dalmazio (280 m, ca. 130 Einwohner) und Serrazzano (548 m, ca. 390 Einwohner).
Angrenzende Gemeinden sind Volterra, Casole d’Elsa (SI), Castelnuovo di Val di Cecina, Monterotondo Marittimo (GR), Monteverdi Marittimo, Montecatini Val di Cecina und Radicondoli (SI).

## Geschichte
Die ältesten archäologischen Funde stammen aus der Steinzeit. Auf dem Gemeindegebiet wurden außerdem ein reiches etruskisches Grab aus dem 6. Jhd. v. Chr. sowie eines aus dem 4. Jhd. v. Chr. unter der Kirche Johannes des Täufers in Pomarance gefunden.
Oberhalb von San Dalmazio wurden lediglich Einzelfunde aus der etruskischen Zeit gemacht. Allerdings wurden die Reste einer Villa aus der Zeit des Römischen Reiches entdeckt.
Im Mittelalter war Pomarance oder Ripomarancie eine der wichtigsten Festungen der Stadt Volterra. In der Folgezeit geriet Pomarance unter Florentinische Herrschaft und wurde zu einem wichtigen Handelszentrum ausgebaut.
Anfang des 19. Jahrhunderts kam die geothermische Industrie in Larderello südlich von Pomarance auf. Dieser Wirtschaftszweig ist bis heute der wichtigste der Gemeinde.

## Wirtschaft
Der wichtigste Wirtschaftszweig ist die geothermische Anlage in Larderello. Sie gehört zu den größten Kraftwerken auf der Welt. Mit dem heißen Dampf werden Castelnuovo di Val di Cecina, San Dalmazio und Pomarance zu einem Teil ferngeheizt.
Nicht zu übersehen sind die Forstwirtschaft sowie die Landwirtschaft. Wein, Weizen und Holz gehören zu den Standpfeilern der Wirtschaft in der Gemeinde.
Der Tourismus spielt ebenfalls eine große Rolle. Durch die vielen kulturellen Schätze kommen jedes Jahr viele Touristen nach Pomarance.

## Infrastruktur
Von 1968 bis 1992 befand sich in San Dalmazio die Stromrichterstation der HGÜ SACOI. Heute befindet sich auf dem Areal ein Solarpark.

## Sehenswürdigkeiten

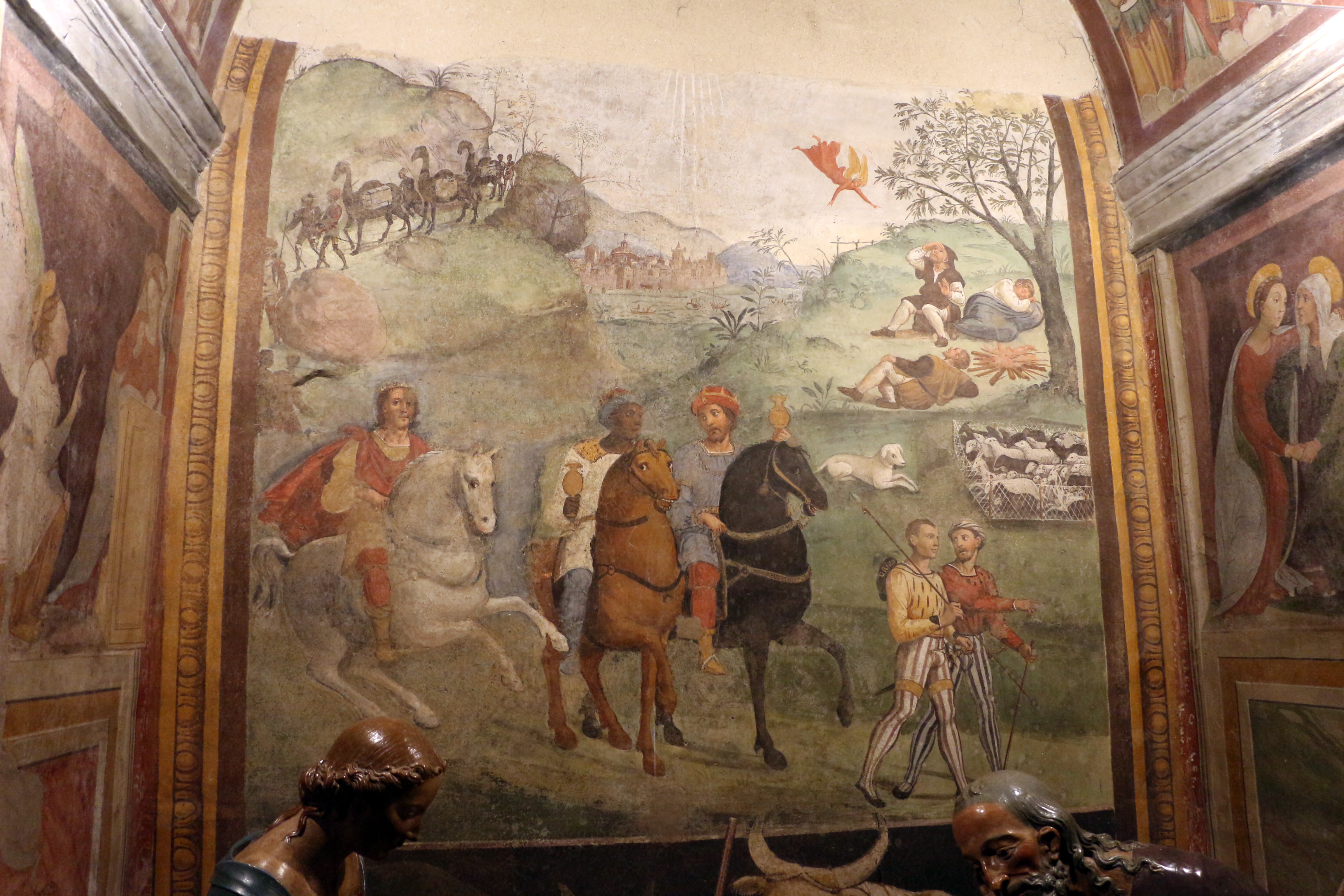
Fresko von Vincenzo Tamagni in der Kirche San Giovanni Battista, 1525

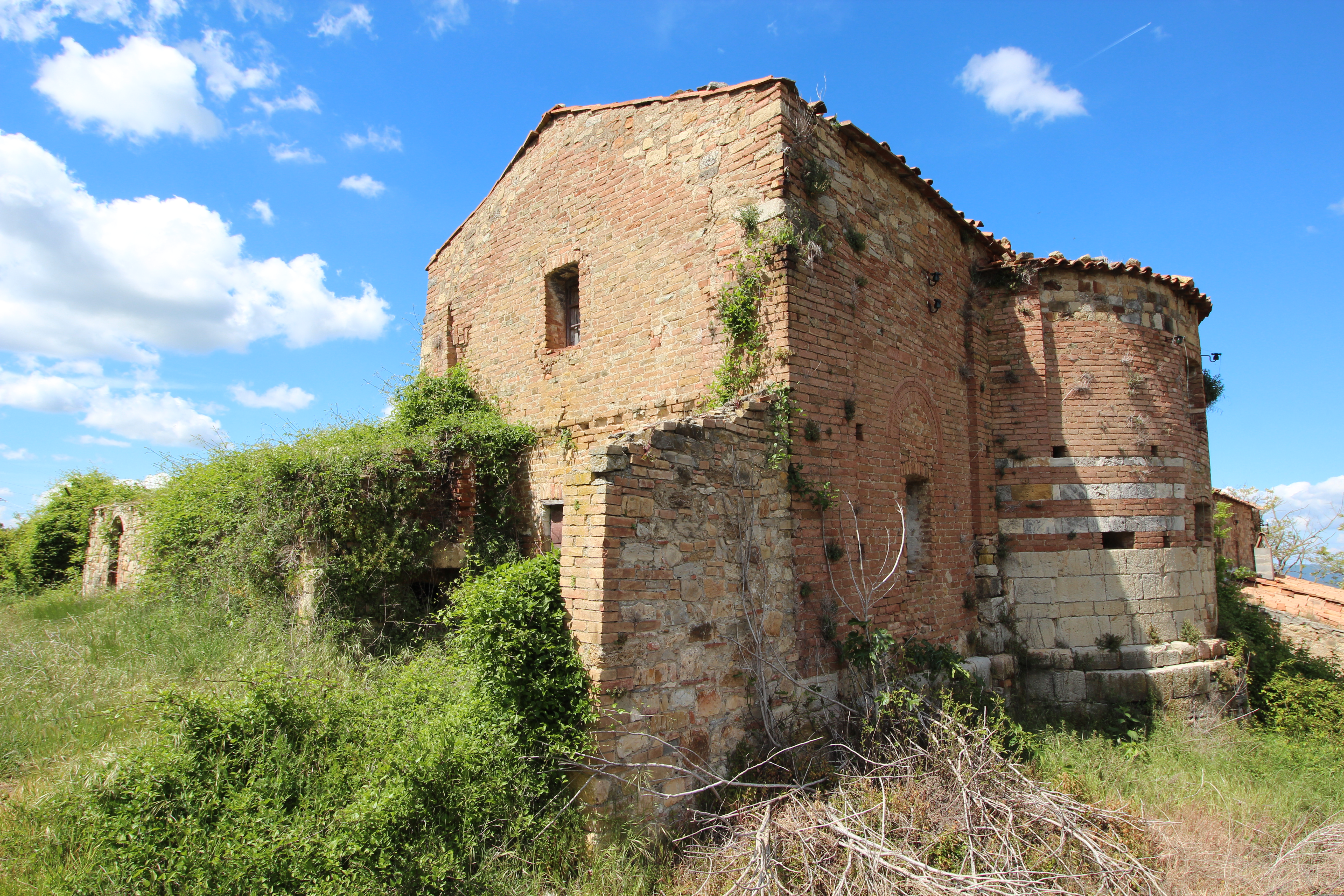
San Giovanni Battista a Morba

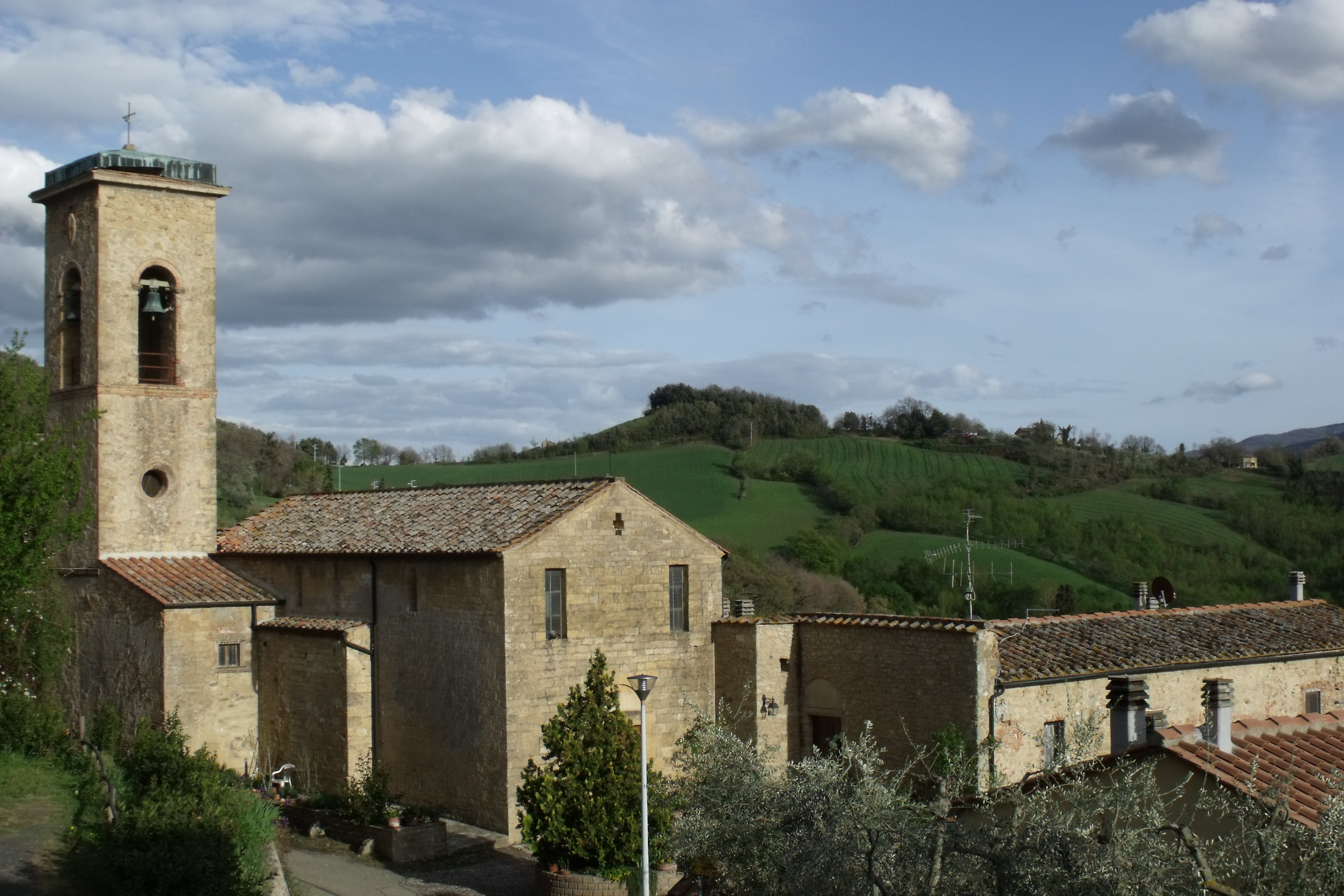
Chiesa di San Dalmazio im Ortsteil San Dalmazio

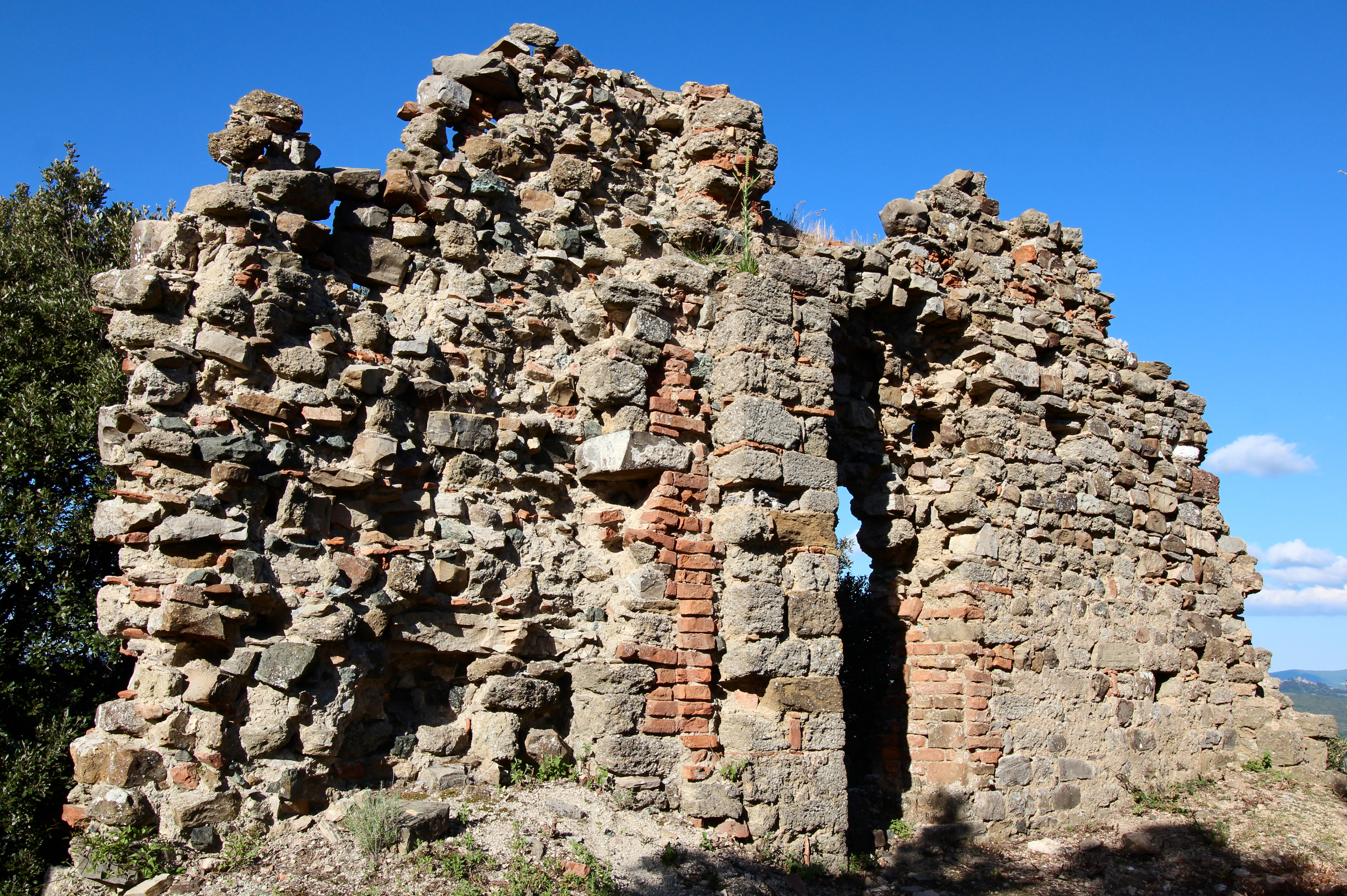
Die Ruine von San Michele alle formiche

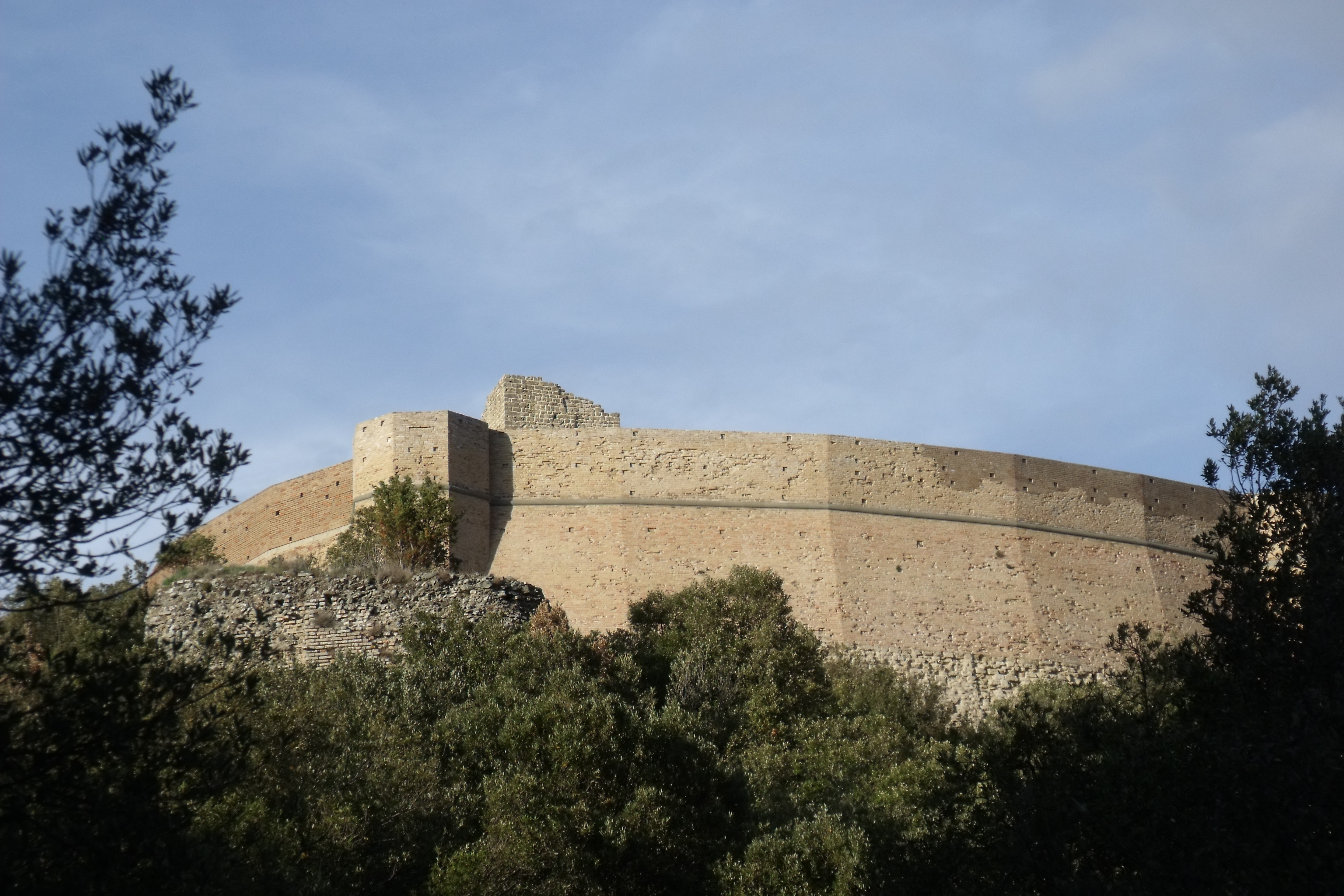
Die Burg Rocca Sillana

- Pieve di San Giovanni Battista Pieve im Ortskern, die im 12. Jahrhundert unter dem Namen Santo Salvatore entstand. Wurde im 18. und 19. Jahrhundert an Fassade und Hauptschiff restrukturiert. Enthält den Freskenzirkel Scene della vita di Cristo von Luigi Ademollo aus dem Jahr 1837, Fresken von Vincenzo di Benedetto di Chele Tamagni (1525) sowie die Werke Madonna col Bambino tra i Santi Giovanni Battista, Lucia, Sebastiano e Martino (Cappella di San Giovanni, Tafelbild, 1525 entstanden und 1981 restauriert worden) des Tamagni, Madonna del Rosario (Tafelbild, erster Altar rechts) von Niccolò Circignani und eine Annunciazione von Cristoforo Roncalli (Leinwandgemälde aus dem Jahr 1582). Aus dem Jahr 1329 ist ein Tafelgemälde (Madonna del cardellino) erhalten, das wahrscheinlich aus der Werkstatt des Duccio di Buoninsegna stammt.[6]
- Maria Santissima di Montenero, Kirche in Località Lagoni Rossi. Entstand in den 1930er Jahren.[6]
- Madonna di Montenero, Kirche in Larderello. Wurde 1958 geweiht.[6]
- Maria Santissima di Montenero, Kirche in Larderello. Wurde 1856 geweiht.[6]
- Pieve di San Giovanni Battista a Morba, ehemalige Pieve in der Località Morba, auch La Pieve genannt, nahe Larderello, wurde bereits 971 als San Giovanni e Sant’Alessandro erwähnt. Enthielt Gemälde von Coppo di Marcovaldo.[6]
- Chiesa di San Cerbone, Kirche im Ortsteil Montecerboli, ersetzt seit 1460 die Pieve di San Giovanni Battista a Morba in ihren Funktionen.[6]
- Santi Simone e Giuda, 1849 geweihte Kirche in Libbiano. Entstand als Ersatz für die Burgkirche. Zwei der drei Glocken stammen aus der alten Burgkirche und wurden 1330 gefertigt.[6]
- Pieve di San Giovanni Battista, ehemalige Pieve im Ortsteil Lustignano. Wurde bereits 1171 von Papst Alexander III. schriftlich erwähnt. Wurde später zu einem Wohngebäude umgebaut.[6]
- San Martino, Kirche im Ortskern von Lustignano.[6]
- Pieve vecchia di San Giovanni Battista, ehemalige Kirche bei Lustignano. Wurde im 12. Jahrhundert erwähnt und verlor im 16. Jahrhundert ihre Funktionen. Wurde später zu einem Wohnhaus umgebaut.[6]
- Oratorio della Madonna del Carmine, Oratorium nahe dem Ortsteil Micciano, wurde bereits 947 erwähnt und später zum Oratorio della Madonna del Carmine umgebaut. Liegt ca. 3 km vom Ort entfernt an der Straße nach Libbiano und Pomarance.[6]
- Chiesa di San Michele Arcangelo, Kirche im Ortsteil Micciano, bereits vor dem 13. Jahrhundert entstandene Kirche.[6]
- Oratorio della Carità, auch Chiesina oder Compagnia della Visitazione di Maria genannt, kleines Gebetshaus nahe der Kirche San Cerbone. Heute ein Museum.[6]
- Madonna delle Grazie, Kirche im neueren Teil von Montecerboli. Entstand 1961.[6]
- Chiesa di San Bartolomeo Apostolo, Kirche im Ortsteil Montegemoli, die erstmals 1135 erwähnt wurde. Enthält von Francesco Neri Guntarini da Volterra das Werk Madonna delle Grazie. Das Tafelgemälde entstand um 1360 und wurde von Coluccio Frescolini di Montegemoli in Auftrag gegeben.[6]
- Chiesa di San Dalmazio im Ortsteil San Dalmazio, bereits 1146 von Papst Eugen III. erwähnte Kirche mit Frauenkloster der Benediktiner, welches 1511 nach Volterra verlegt wurde. Erhielt den Titel einer Pieve 1614. Die Kirche wurde im 18. Jahrhundert mit den Steinen der Pieve di San Giovanni Battista a Sillano restauriert.[6]
- San Donato, Kirche im Ortskern von Serrazzano. War zunächst dem San Michele geweiht und erhielt den heutigen Titel 1413 von der Kirche San Donato (heute Sant’Antonio). Wurde 1969 restauriert.[6]
- Oratorio di Sant’Antonio kurz außerhalb des Ortsteils Serrazzano, Oratorium aus dem 10. oder 11. Jahrhundert, das bis 1413 den Titel von San Donato hielt und danach Sant’Antonio benannt wurde.[6]
- Oratorio della Madonna della Casa, 1727 entstandene Kapelle zwischen der Pieve di Sillano und der Berg von Sillana.[6]
- Pieve di San Giovanni Battista a Sillano, ehemalige Pieve und heutige Kirchenruine nahe San Dalmazio und der Rocca Sillana, die bereits 954 erwähnt wurde. Wurde mehrmals zerstört und im 16. Jahrhundert endgültig verlassen.[6]
- Eremo di San Michele alle formiche, Eremitage auf der Anhöhe Poggio di Spartacciano, die im Jahr 1377 entstand und im 18. Jahrhundert aufgegeben wurde.[6]
- Rocca Sillana (auch Silana oder Sillano geschrieben), im 12. Jahrhundert entstandene Burg (Burgturm Torre d’Avvistamento) bei San Dalmazio. Wurde verstärkt und ausgebaut von Giuliano da Sangallo im 15. Jahrhundert. Der Unterort (Borgo) besitzt zwei Stadttore (Porta Volterrana und Porta San Rocco), die heute noch erkennbar sind.[7]

## Auszeichnungen
- Der Ort ist Träger der Bandiera Arancione des Touring Club Italiano.[8]

## Söhne und Töchter des Ortes
- Niccolò Circignani (um 1530–1597/99), Maler, wurde nach seinem Heimatort Il Pomarancio genannt
- Antonio Santucci (um 1550–1613), Astronom
- Cristoforo Roncalli (1552–1626), Maler, wurde nach seinem Heimatort ebenfalls Il Pomarancio genannt
- Paolo Mascagni (1755–1815), Naturwissenschaftler und Arzt
- Gino Funaioli (1878–1958), Philologe